# Bromley-by-Bow (Metropolitano de Londres)
Bromley-by-Bow é uma estação do Metrô de Londres localizada na Blackwall Tunnel Northern Approach Road na área de Bromley-by-Bow em Londres, Reino Unido. A estação fica abaixo do Blackwall Tunnel Northern Approach Road e fica entre as estações Bow Road e West Ham nas linhas District e Hammersmith & City, e está nas zonas 2 e 3 do Travelcard.

## História

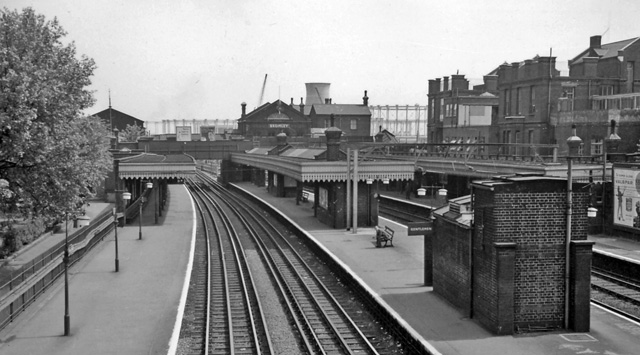
Estação Bromley em 1961, com a Usina Elétrica de West Ham visível ao fundo

Foi inaugurada como uma estação ferroviária chamada Bromley pela London, Tilbury and Southend Railway (LTSR) em 1858, em sua nova linha para Barking a partir do terminal na Fenchurch Street, uma rota mais direta do que a rota usada até então. Em 17 de maio de 1869, um ramal foi aberto da estação ferroviária de Bow na linha North London Railway, até Bromley Junction, a oeste da estação. Um serviço de transporte operou entre Bow e Plaistow até que as economias de guerra fizeram com que o serviço fosse retirado em 1 de janeiro de 1915. A principal razão para a construção deste ramal foi, no entanto, o uso de carga.

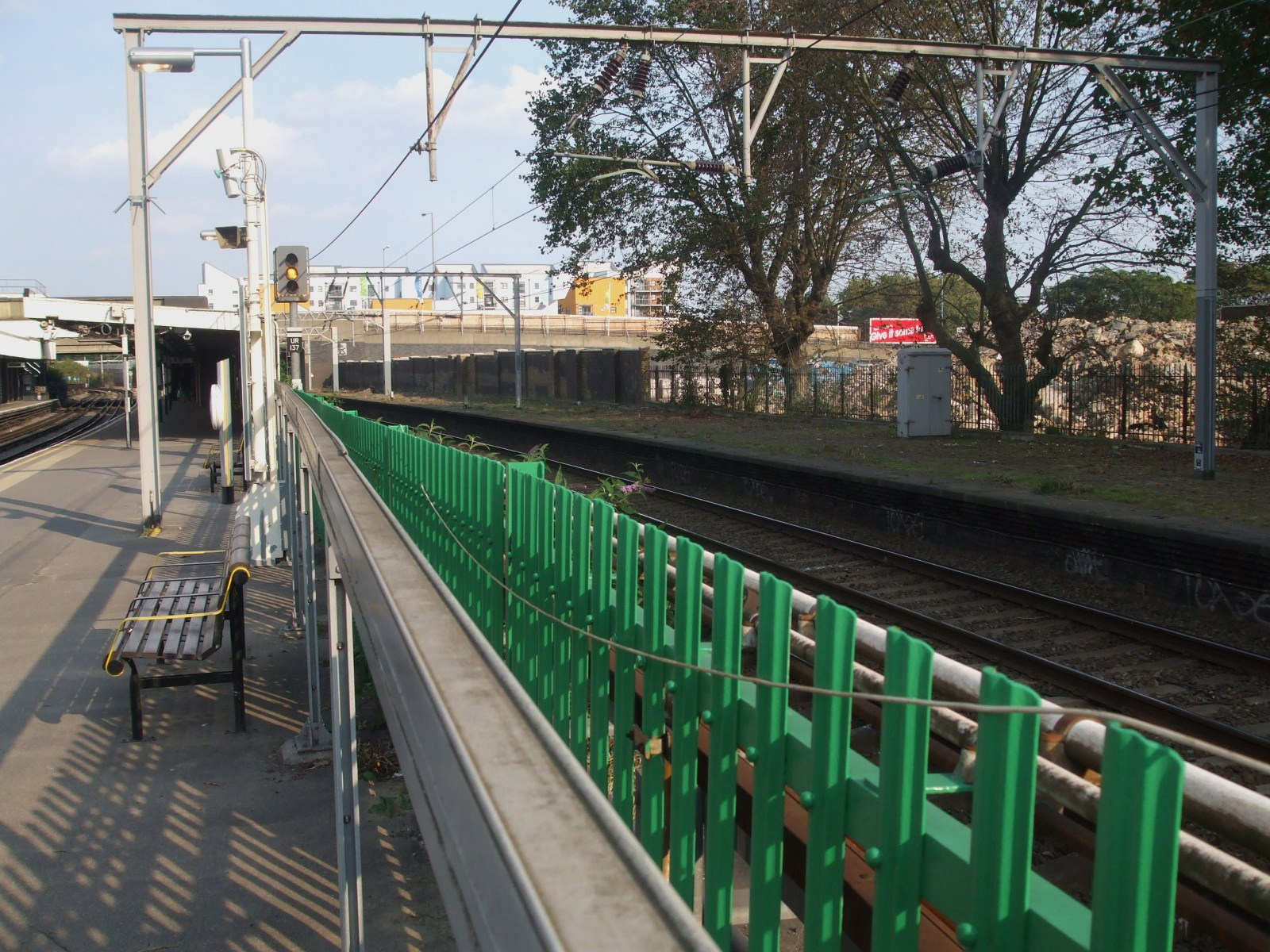
Plataforma oeste voltada para o leste, com as antigas plataformas das linhas London, Tilbury e Southend à direita, que foram fechadas em 1962

A District Railway foi incorporada à London Transport em 1933 e ficou conhecida como District Line. A linha Hammersmith & City (então parte da linha Metropolitan) começou a operar serviços através de Bromley em 4 de maio de 1936. O horário de 1947 mostra apenas alguns serviços por dia fornecidos pelo LMS e um serviço frequente fornecido pelo Distrito e um serviço de horário de pico da linha Metropolitana (agora parte da linha Hammersmith & City). Após a nacionalização das ferrovias em 1948 a gestão da estação passou para a região Midland da British Railways London, embora tenha sido transferida para a Região Leste em 20 de fevereiro de 1949. Os serviços restantes da Fenchurch Street–Southend foram retirados em 1962, quando as linhas principais foram eletrificadas com catenárias de 25 kV.
Em 13 de setembro de 1959, o ramal entre Bromley e Bow (NLR) foi fechado e três anos depois, em 1962, o pátio de mercadorias foi fechado. A estação foi renomeada para Bromley-by-Bow em 1967, para evitar confusão com a estação Bromley no borough londrino de Bromley. A gestão contínua da estação por uma organização que agora não fornecia nenhum dos serviços tornou-se uma anomalia e, em 1969, a propriedade foi transferida para o Metropolitano de Londres que ficou sob a autoridade do London Transport Executive do Greater London Council. Outro incêndio em fevereiro de 1970 levou à demolição dos edifícios da estação (datados de 1894) e um novo escritório de reservas foi inaugurado em 11 de junho de 1972 tendo sido construído pela British Rail.

### Descoberta de bomba
Em 2 de junho de 2008, uma bomba não detonada da Segunda Guerra Mundial foi encontrada perto de onde a linha cruza o Canal Prescott, não muito longe da estação, causando interrupção nos trens.

## Conexões
As linhas de ônibus de Londres 323, 488 e D8 atendem a estação.

## Na cultura popular
Na soap opera da BBC EastEnders, a estação fictícia Walford East Underground toma o lugar de Bromley-by-Bow.